# Венъм (филм)
„Венъм“ (на английски: Venom) е американско фентъзи филм от 2018 г. за едноименния персонаж на Марвел Комикс. Режисьорът е Рубен Флечър, а сценарият е на Роб Росенбърг и Джеф Пинкър. Това е първият филм от Спайдър-Мен вселената на Сони, базиран в киновселената на Марвел, но нямащи пряка връзка с останалите филми в нея, освен със Спайдър-Мен: Завръщане у дома, на който Сони Пикчърс е копродуцент. Премиерата в САЩ е на 5 октомври 2018 г. Филмът има продължение Венъм 2: Време е за Карнидж, който излиза през 2021 година.

## Резюме
След скандал, журналистът Еди Брок се опитва да възстанови кариерата си като разследва Фондация живот, където правят експерименти с хората. Докато се промъква в лабораторията, Еди попада в контакт с извънземен симбиот – Венъм, който се свързва с него и му дава суперсили, докато споделят едно и също тяло. Еди и Венъм заедно ще спрат хора и извънземни, които заплашват света.

## Актьорски състав
| Актьор         | Роля                       |
| -------------- | -------------------------- |
| Том Харди      | Еди Брок / Венъм           |
| Мишел Уилямс   | Ан Уейнг                   |
| Риз Ахмед      | Карлтън Дрейк / Райът      |
| Рийд Скот      | Дан Люис                   |
| Скот Хейз      | Роланд Трийс               |
| Джени Слейт    | Дора Скърт                 |
| Мелора Уолтърс | Мария                      |
| Крис О'Хара    | Джон Джеймисън             |
| Уди Харелсън   | Клитъс Касиди              |
| Стан Лий       | Човек, разхождащ кучето си |